# Ківіярві
Ківіярві (фін. Kivijärvi) — громада в провінції Центральна Фінляндія, Фінляндія. Загальна площа території — 599,86 км, з яких 115,81 км² — вода. 

## Демографія
На 31 січня 2011 в громаді Ківіярві проживало 1363 чоловік: 700 чоловіків і 663 жінок. 
Фінська мова є рідною для 99,27% жителів, шведський — для 0%. Інші мови є рідними для 0,73% жителів громади. 
Віковий склад населення: 
- до 14 років — 15,55%
- від 15 до 64 років — 54,37%
- від 65 років — 30,15%

Зміна чисельності населення за роками:  
| Рік  | Чисельність |
| ---- | ----------- |
| 1980 | 2060        |
| 1990 | 2002        |
| 2000 | 1610        |
| 2010 | 1364        |
| 2011 | 1363        |